# 任志剛
任志剛，大紫荊勳賢，GBS，CBE，JP（1947年9月2日—），祖籍廣東東莞常平，成長於香港。現任香港特别行政區行政會議非官守成員、香港中文大學劉佐德全球經濟及金融研究所杰出研究員。他於1993至2009年曾出任香港金融管理局首位總裁以及直至離任後，再出任中国金融学会執行副會長，亦曾出任世界莞商聯合會首席顧問。
2017年7月1日中，任志剛出席委任為香港行政會議非官守成員期間，至2022年獲再次政府續任香港行政會議成員。

## 生平
任志剛曾在聖類斯中學（1965年中五）及聖保羅書院（1967年）就讀，1967年至1970年，就讀於香港大學，1970年於香港大学取得社會科學學士 (一級榮譽學位)，主修經濟學及統計學。1971年加入香港政府，擔任統計員，后晋升为主任。1974年获得荷蘭海牙社會學院統計與國民會計文憑。1976年調任為經濟主任。1977年，任首席助理经济司。1982年獲政府任命為丙級政務官，出任首席助理金融司，參與香港的貨幣與金融事務。
1983年，任志剛參與制訂聯繫匯率制度以应对由中英谈判引发的港元危机，之後他的工作也與聯繫匯率緊密相連。1985年出任副金融司，就职期間處理了当时极具爭議的国际商业信贷銀行事件。
1988年12月，任志剛在前港督衞奕信位於粉嶺的別墅內，召開了一次歷史性會議，商討关于香港回歸後對香港有重要影響意義的金融事務安排。任志剛奉命到邊境，迎接幾名南下的「北面」大陆訪客，陪同他們由羅湖乘直升機抵達粉嶺。出席的港方官員中包括當年擔任財政司的翟克誠先生。會上首次正式討論「香港設立金融管理局構想」的文案。1989年，获委任成为副金融司。

### 出任香港金融管理局首位总裁
1991年，任志剛被委任成為香港外匯基金管理局局長。1993年4月，香港金融管理局正式成立，任志剛任職總裁至2009年6月底。
1998年亞洲金融風暴期間，任志剛與當時的財政司司長曾蔭權及財經事務司許仕仁取得共識，動用逾千億港元外匯儲備大戰炒家，入市購入多隻港股，擊退炒家，其後成立盈富基金將港股出售 。
2001年7月1日，任志剛獲得香港政府頒授的金紫荆星章 。2009年5月19日，香港政府宣佈任志剛於同年10月1日離任 。2010年4月29日，中国建设银行股份有限公司董事会提名任志刚为独立非执行董事，任期3年。
2006年起擔任香港中文大學工商管理學院榮譽教授，出任中大全球經濟及金融研究所专业研究员。

### 离任香港金融管理局
2009年7月1日，任志刚获得香港特区政府颁授的大紫荆勋章。
2010年开始，出任国际金融论坛理事会副理事长。
2011年，任志剛加入瑞銀集團（简称“瑞银”UBS AG），擔任其企业文化责任委员会和风险委员会成员，并在2014年被任命为瑞银董事会成员。
在2011年11月，任志剛於公開場合表示支持唐英年參選2012年香港特別行政區行政長官選舉，於同月公開正式擔任唐英年競選辦公室的高級顧問。
从统计主任到香港金融管理局总裁。任志刚于2011年加入瑞银集团，进而成为瑞银集团非执行董事，任志刚的仕途可谓一帆风顺。自从在金管局退下来后，很少出席公开场合对谈。2016年底面对港台媒体，表达他对香港和内地、个人和社会的见解。
2017年4月，任志刚提出因个人原因不会在股东周年大会上再次任职董事会成员，Julie G. Richardson接替任志刚在瑞银董事会的位置。

### 出任行政會議
2017年6月22日，他獲候任特首林鄭月娥委任為新一屆行政會議成員。
2020年5月24日，前香港金融管理局總裁、行政會議成員任志剛表示，訂立「港區國安法」有助鞏固香港國際金融中心地位。任志剛指出，在「一國兩制」的安排下，加上健全的貨幣金融體系，香港是內地與外地間資金融通的理想場地。
2022年7月，繼續獲委任行政會議非官守議員。

## 家庭生活
任志刚共有两段婚姻。他於1972年與母校香港大學同學方少珍（Grace）結婚，1974年誕下女兒任永欣，1978年再誕下兒子。1998年與方少珍分居，之后離婚。2000年，任志刚與现任妻子葉小慧結婚。
任志剛长女任永欣現任國際投資機構摩根士丹利亞太區經濟研究部副總裁兼分析師，她曾經多次在任志剛發表講話後刊登与其父背道而驰的觀點。
任志剛在餘暇時經常行山。他和堂弟任錦光在香港賽馬會擁有馬房馬匹，愛好觀賞賽馬，他亦是香港賽馬會榮譽會員兼香港賽馬會名譽董事。

## 評價

### 正面評價
任志剛出任香港金融管理局總裁期間，其多項政策及管理引起外間爭議，但是商界及政界人士則普遍給予正面評價。
前香港特別行政區行政長官曾蔭權對任志剛的貢獻表示讚賞，形容他是多年的「親密戰友」。前政務司司長許仕仁稱讚任志剛在過去的金融危機中表現出色。
美國聯邦儲備局前主席格林斯潘盛讚任志剛為效率最高的央行行長之一，其位置不容易被取代。格林斯潘曾經批評任志剛於1997年亞洲金融風暴中入市的舉動，指出當時的決定非常冒險，然而事後香港政府成功抽身，所買入的股票亦有升值，他約半年後告訴任志剛說香港的做法正確，只是自己當時杞人憂天。
中國人民銀行行長周小川對任志剛讚不絕口︰「兩地人民幣業務發展以及金融合作問題，任志剛曾給出大量有預見性的意見，多年前已經開始探討這方面的問題，不管是研究或實際推動方面亦獲高度評價。」他又表示，任志剛在國內，尤其是在人民銀行行內有很高的聲譽。
匯豐亞太區主席鄭海泉指出，任志剛是香港金融市場的締造者。渣打香港行政總裁洪丕正認為任志剛在推動香港成為金融中心功不可沒，亦多次幫助香港度過危機。恆隆集團董事長陳啟宗指出，任志剛在位期間可能有少許犯錯，但是對香港金融業的發展始終功不可沒。

### 負面評價
於亞洲金融風暴期間，縱然有學者提醒貨幣系統中結算餘額太小而很容易出現利率大幅波動，但他並未作出改善措施，而面對狙擊時，亦只堅持挾高利息應對，故人稱「任一招」。香港隔夜拆息曾一度抽高至280厘，重挫香港經濟。於1997年10月23日港元被狙擊時，金管局發表聲明警告銀行不可重複使用流動資金調節機制，造成恐慌，為公眾及銀行業界詬病。此外，在這“黑色星期四”狙擊過後，因超高息吸引資金流入，使香港外匯儲備不減反增，亦說明利率過度上升，對經濟破壞甚大。
他的薪酬亦受人詬病，作為全球最高薪的中央銀行行長，他的薪酬大約是美國聯儲局主席的七倍 ，歐洲央行、英倫銀行及日本央行行長薪金的三倍。根据瑞银2009的年报，其予董事的基本收入为325000瑞郎，折合242.2万港元。考慮到香港採用聯繫匯率制，沒有獨立的貨幣政策，影響力比前述四個央行行長少很多，任志剛的薪金之高被认为極度不合理。 負責監管任志剛的外匯基金諮詢委員會，成員多為銀行高層及商界人士，而銀行正是任志剛所監管的機構，存在嚴重利益衝突，未能得到其有效監管。金管局也由此儼如一個獨立王國，而任志剛更被稱為「山寨王」，即是一個不用向任何人交代、請示和承擔責任的當權者。
金管局於2001年以接近37億港元向發展商購入國際金融中心二期，包括頂樓在內共14層成为其辦公室，被視為嚴重浪費。金融管理局總裁任志剛的辦公室位於88樓，更可使用私人專用電梯出入，被批評是動用政府儲備為自己打造尊貴的工作空間。他辯稱購買這項物業是比長期租用更合理，但國金二期頂層為全港最貴的辦公室，並無理由支持金融管理局有需要如此昂貴的辦公室。任志剛亦辯稱該項目會是外匯基金一項良好的投資，但即便屬實，亦不代表金管局要以此作為辦公室，而是可將物業出租，賺取更高回報。但國金亦因金管局而成為一個香港地標，國金及附近寫字樓的樓價因此在幾年內升值了不少。
近年，金管局屬下的香港按揭證券公司因本港銀行資金較鬆裕，令其難以購買足夠按揭以維持業務，於是在香港走出的樓按市場跑去收購汽車貸款、商業按揭貸款；此外，亦走到馬來西亞 、泰國、印度以至中國大陸做按揭證券生意，以至提供顧問服務，完全徧離香港按揭證券有限公司的成立原意，與金管局保持香港貨幣金融體系的穩定健全的目的亦完全無關，完全是任志剛一手擴大金管局影響力的工具，所以按揭證券公司亦曾被稱為「無法無天」。
2008年9月發生雷曼兄弟迷你債券事件，金管局被指監管不力，未有盡力監管銀行之銷售金融產品的手法及保障香港普通市民辛苦所賺來的血汗錢。身為總裁的任志剛也受到立法會議員批評。證券及期貨條例對投資產品作「一業兩管」，意即任志剛對監管銀行銷售投資產品手法責無旁貸，但他只將個案轉介證監會，企圖置身事外，被指嚴重失職。任志剛還自詡「先知先覺」，說自己早已發出指引，但他身為前線監管者，卻對違規手法全無行動，完全不能履行應有責任。其中黃毓民批評任志剛只懂「坐以袋幣」，任由投資者「坐以待斃」。 09年2月，任志剛於立法會上表示有大量曾作出有關雷曼迷債投訴之市民態度不合作，未有提供資料予金管局。但事實上金管局未有在立法會上提供有關具體數字，而且該局更一向拒絕投訴者親身往金管局交待。任志剛企圖轉移視線，不承認自己及該局應負之責任以求於2009年9月獲得連任。2012年，他發表的有關香港聯繫匯率問題，引起社會的一點評論和動盪。一些人在思考，他發表的真正原因是甚麼，特别他是一個這麼有深度的人。無論如何，這事件引起香港市民對聯繫匯率的關注。

### 腳注
1. 1 2 3 4  盧子健、何安達. . 天地圖書. 1994: 52.
2. 1 2 3  . 文匯報. 2012-09-16  [2018-06-02]. （原始内容存档于2020-10-26）.
3. ↑  . 香港特别行政区政府行政会议.   [2020-05-24]. （原始内容存档于2020-10-22）.
4. ↑  . 華僑日報. 1965-08-04: 19  [2021-11-16]. （原始内容存档于2021-11-16）.
5. ↑  . 灼見名家. 2021-12-17  [2022-04-02]. （原始内容存档于2022-07-01）.
6. ↑  .   [2021-09-12]. （原始内容存档于2021-09-12）.
7. ↑  . 頭條日報. 2009-05-20  [2020-05-04]. （原始内容存档于2020-10-20）.
8. ↑  . 新浪财经. 2009年5月20日  [2017年1月31日]. （原始内容存档于2020年10月20日）.
9. ↑  任志刚. . 2003年11月6日  [2017年1月31日]. （原始内容存档于2019年5月14日）.
10. ↑  . 中国金融. 2005年10月25日  [2017年1月31日]. （原始内容存档于2020年10月20日）.
11. 1 2  .   [2015年6月14日]. （原始内容存档于2016年3月4日）.
12. 1 2 3
13. ↑  . 中国建设银行股份有限公司. 2010年4月30日  [2017年1月31日]. （原始内容存档于2019年2月22日）.
14. ↑  . 中国建设银行股份有限公司董事会. 2013年10月24日  [2017年1月31日]. （原始内容存档于2020年10月20日）.
15. ↑  .   [2009年9月5日]. （原始内容存档于2020年6月7日）.
16. ↑  . 网络词典.   [2017年1月31日]. （原始内容存档于2022年6月27日）.
17. ↑  .   [2018年1月25日]. （原始内容存档于2015-07-26）.
18. ↑  . 苹果日报. 2011年11月25日  [2017年1月31日].
19. ↑  . 苹果日报. 2011年11月30日  [2017年1月31日]. （原始内容存档于2014年9月29日）.
20. ↑  .   [2016-12-16]. （原始内容存档于2020-08-06）.
21. ↑  .   [2018-03-25]. （原始内容存档于2020-10-20）.
22. ↑  .   [2017年8月3日]. （原始内容存档于2020-10-20）.
23. ↑  大公文匯全媒體新聞中心. . 大公報. 2020-05-24 15:47:07  [2020-05-24]. （原始内容存档于2020-10-21）.
24. ↑  . 香港電台網站. 2022-06-22  [2022-06-25]. （原始内容存档于2022-06-23）.
25. ↑  . 网络孔子学院，2015年6月14日.   [2015年6月14日]. （原始内容存档于2015年7月12日）.
26. ↑  捍衛聯繫匯率 （页面存档备份，存于）, 宋恩榮（中文大學經濟系教授及主任）
27. ↑  任志刚年薪千万挨批 被指"比伯南克高7.2倍" （页面存档备份，存于） 新华网，2009年4月23日
28. ↑  瑞士银行宣布提名任志刚出任董事年薪242万 （页面存档备份，存于） 每经网，2010年7月24日
29. ↑  .   [2008-12-11]. （原始内容存档于2020-08-06）.
30. ↑  立法會財經事務委員會特別會議紀要 （页面存档备份，存于）, 2001年4月20日
31. ↑  特區國企無法無天[永久]，無定向風，楊懷康
32. ↑  .   [2008-12-11]. （原始内容存档于2008-10-27）.
33. ↑  雷曼事件金管局是否失職？ （页面存档备份，存于）, 羅祥國(浸會大學商學院兼任教授)
34. ↑   (PDF).   [2008-11-21]. （原始内容存档 (PDF)于2020-10-29）.
35. ↑  任志剛著書 寄語居安思危[永久] http://www.hkdailynews.com.hk，2014年6月24日%5B%5D

| 政府职务    | 政府职务                             | 政府职务      |
| ----------- | ------------------------------------ | ------------- |
| 前任： 首任 | 金融管理專員 1993年4月—2009年9月30日 | 繼任： 陳德霖 |